# Sumô
Sumô (português brasileiro) ou Sumo (português europeu) sumō (相撲) é um desporto de luta competitiva de contato no qual um rikishi (lutador) tenta forçar outro lutador para fora de um ringue circular (dohyō) ou tocar o solo com qualquer parte do corpo que não as solas dos pés. O esporte originou-se no Japão, o único país no qual ele é praticado profissionalmente. Qualquer competição realizada fora desse país é considerada uma competição de sumô amador. Os praticantes do sumô profissional tem status semidivino no Japão e podem ganhar valores que, convertidos, podem chegar a até R$ 100 mil mensais como remuneração. Já no sumô amador, parte dos elementos religiosos sai de cena, e os lutadores podem usar vestimentas maiores, além de os soldos serem muito menores.

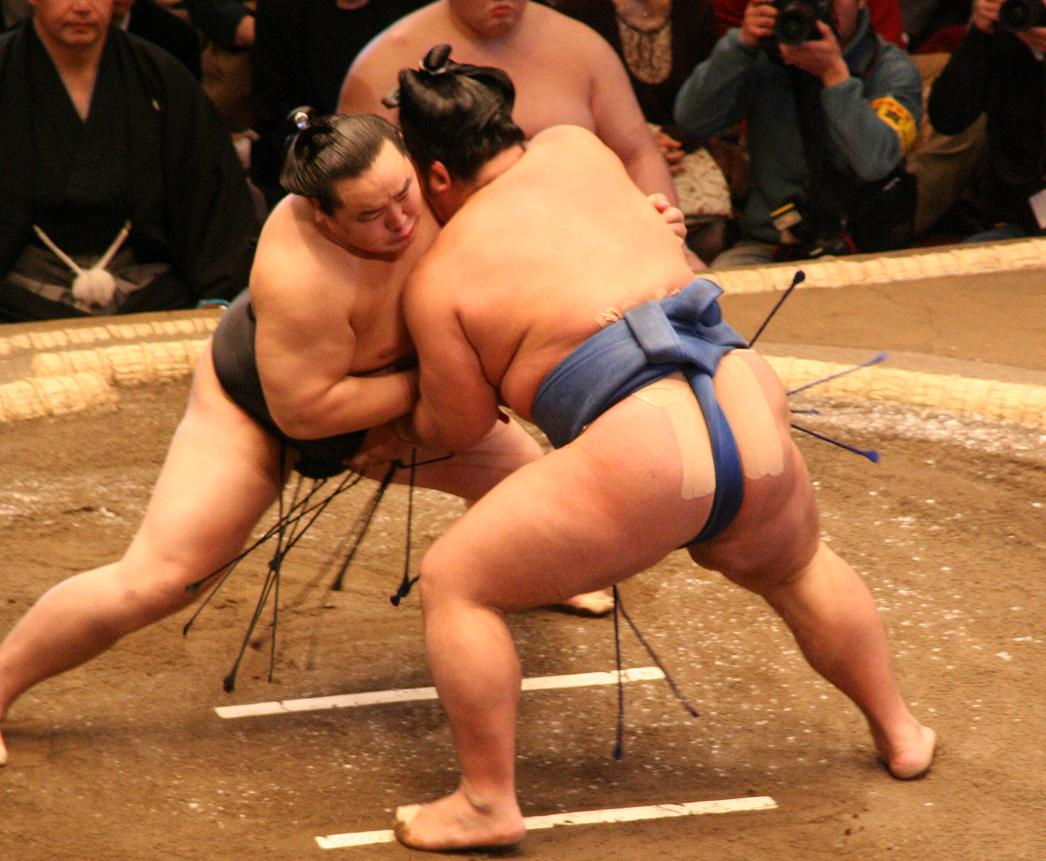
Uma luta de sumô.

O sumô é geralmente considerado um gendai budō (uma arte marcial japonesa moderna), embora sua definição seja imprecisa, visto que o esporte possui uma história que data de séculos.
Muitas tradições antigas foram preservadas no sumô e mesmo hoje o esporte inclui muitos rituais, como o uso da purificação pelo sal, da época quando o sumô era usado na religião xintoísta. A vida de um lutador é altamente rígida, com regras definidas pela Associação do Sumô. A maioria dos lutadores de sumô deve viver em "campos de treinamento de sumô" comunais, conhecidos em japonês como heya, onde todos os aspectos de suas vidas diárias – de refeições à maneira de se vestir – são ditados pela tradição.
Em anos recentes, várias controvérsias e escândalos no nível profissional apareceram no mundo do sumô, com um efeito concomitante em sua reputação e nas vendas de ingressos. Isto também afetou muito a capacidade do esporte de atrair novos praticantes.

## Origens
Além de seu uso como um duelo de força em combate, o sumô também foi associado a rituais xintoístas, e mesmo certos templos xintoístas organizavam formas de danças rituais nas quais um humano lutaria com um kami (um espírito divino xintoísta); ver origens xintoístas do sumô. Ele era um ritual importante na corte imperial. Os representantes de cada província eram chamados para participar do torneio na corte e lutar. Era exigido que eles pagassem suas próprias viagens. O torneio era conhecido como sumai no sechie, ou "festa sumai".
Influências de outros países vizinhos do Japão, que compartilham muitas tradições culturais, não podem ser descartadas, visto que eles apresentam estilo de luta tradicional que têm semelhança com o sumô. Exemplos famosos incluem a luta mongol, o Shuai jiao (摔角) chinês e o Ssireum coreano.

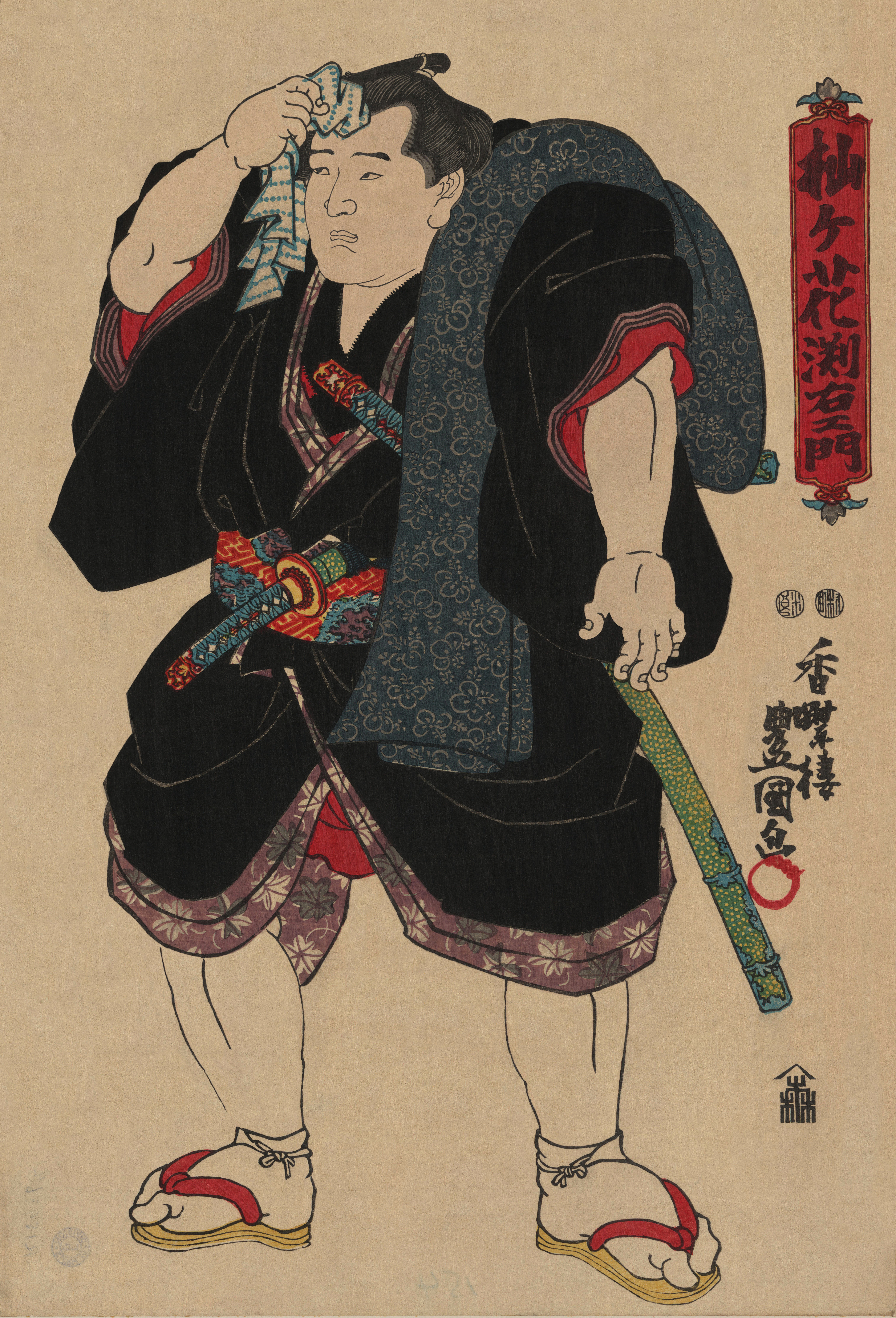
O lutador de sumô Somagahana Fuchiemon, c. 1850

No resto da história registrada japonesa, a popularidade do sumô mudou de acordo com os caprichos de seus governantes e a necessidade de seu uso como uma ferramenta de treinamento em períodos de guerra civil. A forma de luta provavelmente mudou gradativamente para uma forma na qual o objetivo principal na vitória era jogar o adversário para fora. O conceito de puxar um oponente para fora de uma área definida surgiu algum tempo depois.
Além disso, acredita-se que um ringue, definido como algo que não é simplesmente a área data para os lutadores, surgiu no século XVI como um resultado de um torneio organizado pelo principal senhor feudal da época no Japão, Oda Nobunaga. Neste momento, os lutadores vestiam tangas frouxas, ao invés dos cintos de luta mawashi mais duros de hoje. Durante o período Edo, os lutadores vestiam um avental decorativo com franjas chamado kesho-mawashi durante a luta, enquanto atualmente eles são vestidos apenas durante os rituais antes do torneio. A maior parte do resto das formas atuais do esporte foi desenvolvida no início do período Edo.

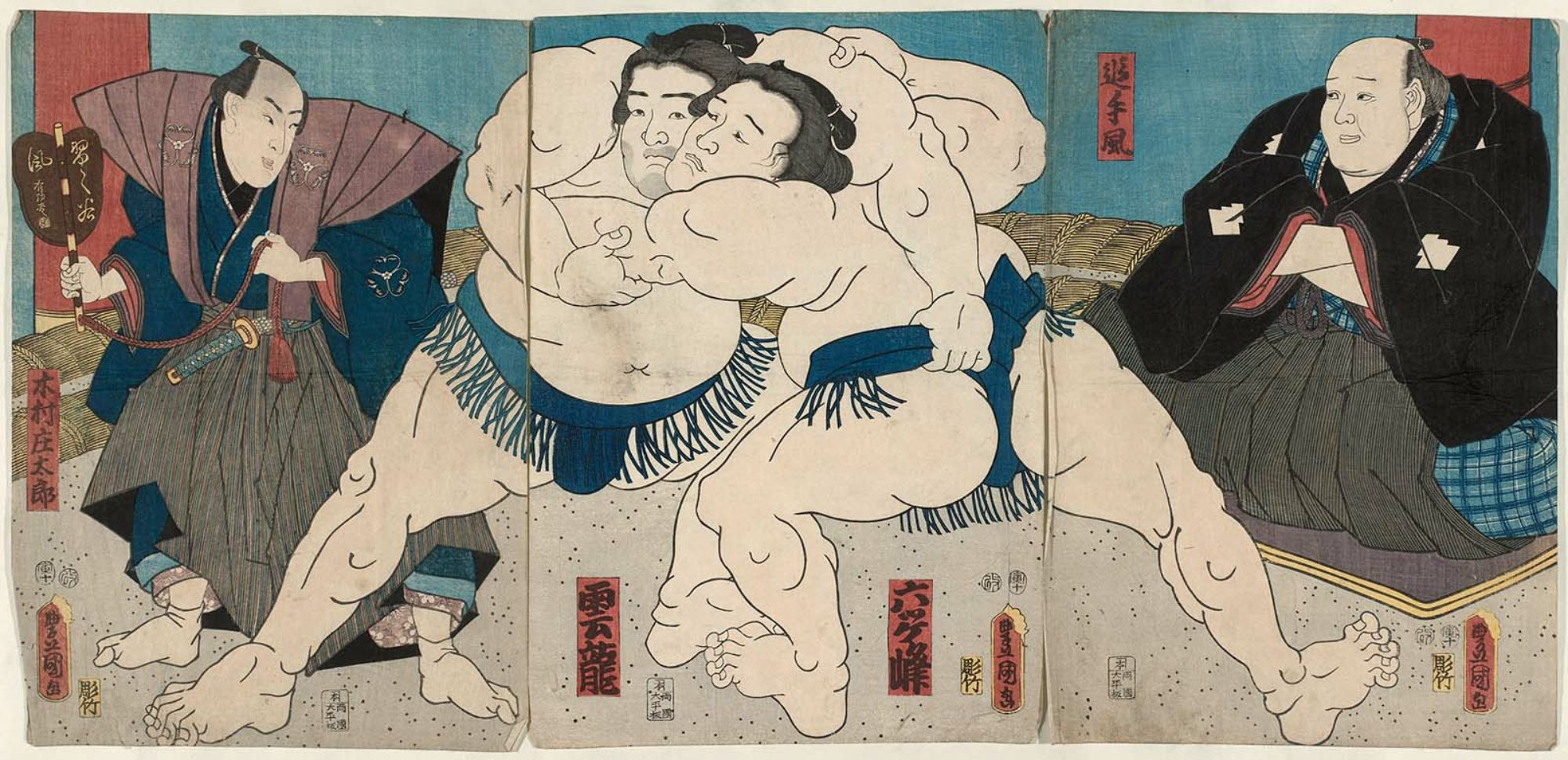
Cena de luta de sumô, por volta de 1851

O sumô profissional (大相撲, ōzumō) tem suas raízes no período Edo no Japão como uma forma de entretenimento esportivo. Os lutadores originais eram provavelmente samurais, às vezes ronins, que precisavam encontrar uma forma de renda. Os torneios profissionais de sumô atuais começaram no Santuário Tomioka Hachiman em 1684, e depois passaram a acontecer no Ekō-in, no período Edo. O Oeste do Japão também possuía seus próprios torneios neste período, tendo como centro mais proeminente Osaka. O sumô de Osaka continuou até o fim do período Taisho em 1926, quando ele fundiu-se com o sumô de Tóquio para formar uma única organização. Por um curto período após este momento, quatro torneios eram organizados por ano, dois torneios em locais no oeste do Japão, como Nagoia, Osaka e Fukuoka, e dois no Ryōgoku Kokugikan em Tóquio. De 1933 em diante, os torneios foram organizados quase exclusivamente no Ryōgoku Kokugikan até as forças da ocupação americana se apropriarem dele e os torneios serem transferidos para o Santuário Meiji até a década de 1950. Então, um local alternativo, o Kuramae Kokugikan que era próximo do Ryōgoku, foi construído para o sumô. Também neste período, a Associação de Sumô começou a expandir para locais no oeste do Japão novamente, chegando a um total de seis torneios por ano em 1958, com metade deles em Kuramae. Em 1984, o Ryōgoku Kokugikan foi reconstruído e os torneios de sumo em Tóquio foram orgnaizados lá desde então.

## Vencendo uma luta de sumô
O vencedor de uma luta de sumô é aquele que:
1. For o primeiro lutador a forçar seu oponente para fora do ringue; ou
2. For o primeiro lutador a forçar seu oponente a tocar o solo com qualquer parte do seu corpo que não a sola de seus pés.

Há também algumas outras regras menos comuns que podem ser usadas para determinar o vencedor. Por exemplo, um lutador usando uma técnica ilegal (ou kinjite) automaticamente é derrotado, como faz aquele cujo mawashi (ou cinto) se desamarra. Um lutador que falha em participar de sua luta (incluindo devido a uma contusão anterior) também automaticamente é derrotado (fusenpai).
As lutas consistem de um único round e frequentemente dura somente alguns segundos, visto que geralmente um lutador é rapidamente jogado para fora do círculo ou empurrado para o solo. No entanto, em alguns casos elas podem durar por alguns minutos. Cada partida é precedida por um elaborado ritual cerimonial. Tradicionalmente, os lutadores de sumô são reconhecidos por seu grande peso e sua grande massa corporal geralmente é um fator para a vitória no sumô. Não há divisões por peso no sumô profissional e, considerando a variedade de pesos corporais no sumo, um lutador pode às vezes encarar um oponente com o dobro de seu peso. No entanto, com uma técnica superior, lutadores menores podem controlar e derrotar lutadores muito maiores.
Após o vencedor ser declarado, um gyōji (ou juiz) fora da arena determina o kimarite (ou técnica vencedora) usado na luta, que é então anunciado ao público.
Em ocasiões raras, o juiz podem conceder a vitória ao lutador que tocou o chão primeiro. Isto acontece se ambos os lutadores tocarem o chão praticamente ao mesmo tempo e for decidido que o lutador que tocou o chão depois não tinha nenhuma chance de vencer, visto que devido à superioridade do seu oponente ele já estava em uma posição irrecuperável. O lutador perdedor é chamado de shini-tai (“corpo morto”) neste caso.

## O ringue de luta (dohyō)
As lutas de sumô ocorrem em um dohyō (土俵): um ringue com 4,55 metros de diâmetro e 16,26 m² de área de fardos de palha de arroz em cima de uma plataforma feita de barro misturado com areia. Um novo dohyō é construído para cada torneio pelos interlocutores da luta (ou yobidashi). No centro há duas linhas brancas, as shikiri-sen, atrás das quais os lutadores se posicionam no início da luta. Um telhado que lembra o de um templo xintoísta pode ser suspenso sobre o dohyō.

## Sumô profissional

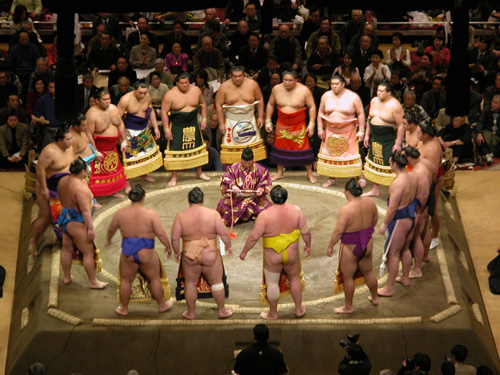
Os lutadores de sumo reúnem-se em um círculo ao redor do gyōji (árbitro) no dohyō-iri (cerimônia de entrada no ringue).

O sumô profissional é organizado pela Associação de Sumô do Japão. Os membros da associação, chamados de oyakata, são todos ex-lutadores e são as únicas pessoas com permissão para treinar novos lutadores. Todos os lutadores praticantes são membros de um centro de treinamento (heya) organizado pelo oyakata, que é o mestre dos lutadores abaixo dele. Atualmente há 46 centros de treinamento para cerca de 660 lutadores.
Todos os lutadores de sumo levam seus nomes de luta, chamados de shikona (四股名), que podem ou não ser relacionados aos seus nomes reais. Muitas vezes os lutadores têm pouca escolha sobre seus nomes, que lhes são dados pelo treinador (ou mestre) ou por um apoiador ou membro da família que encorajou-os no esporte. Isto é particularmente verdadeiro para lutadores estrangeiros. Um lutador pode trocar seu nome de luta algumas vezes durante sua carreira no sumô. Em casos raros, alguns lutadores de sumo mantiveram seus sobrenomes reais como seus shikona, sendo os exemplos mais famosos os de Wajima, Hasegawa e Shimotori.
O sumo possui uma hierarquia rígida baseada no mérito. Os lutadores são ranqueados de acordo com um sistema de que data do período Edo. Eles são promovidos ou despromovidos de acordo com sua performance em seis torneios oficiais que acontecem durante o ano. Uma lista banzuke cuidadosamente preparada que lista a hierarquia completa é publicada duas semanas antes de cada torneio de sumô.
Além dos torneios profissionais, competições de exibição são organizadas em intervalos regulares todos os anos no Japão, sendo que aproximadamente uma vez a cada dois anos os melhores lutadores visitam um país estrangeiro para tais exibições. Nenhuma dessas apresentações é levada em conta para determinar o nível do lutador. O nível é determinado apenas pela performance nos Grandes Torneios de Sumô (ou honbasho), que são descritos em mais detalhes abaixo.

### Divisões de sumô

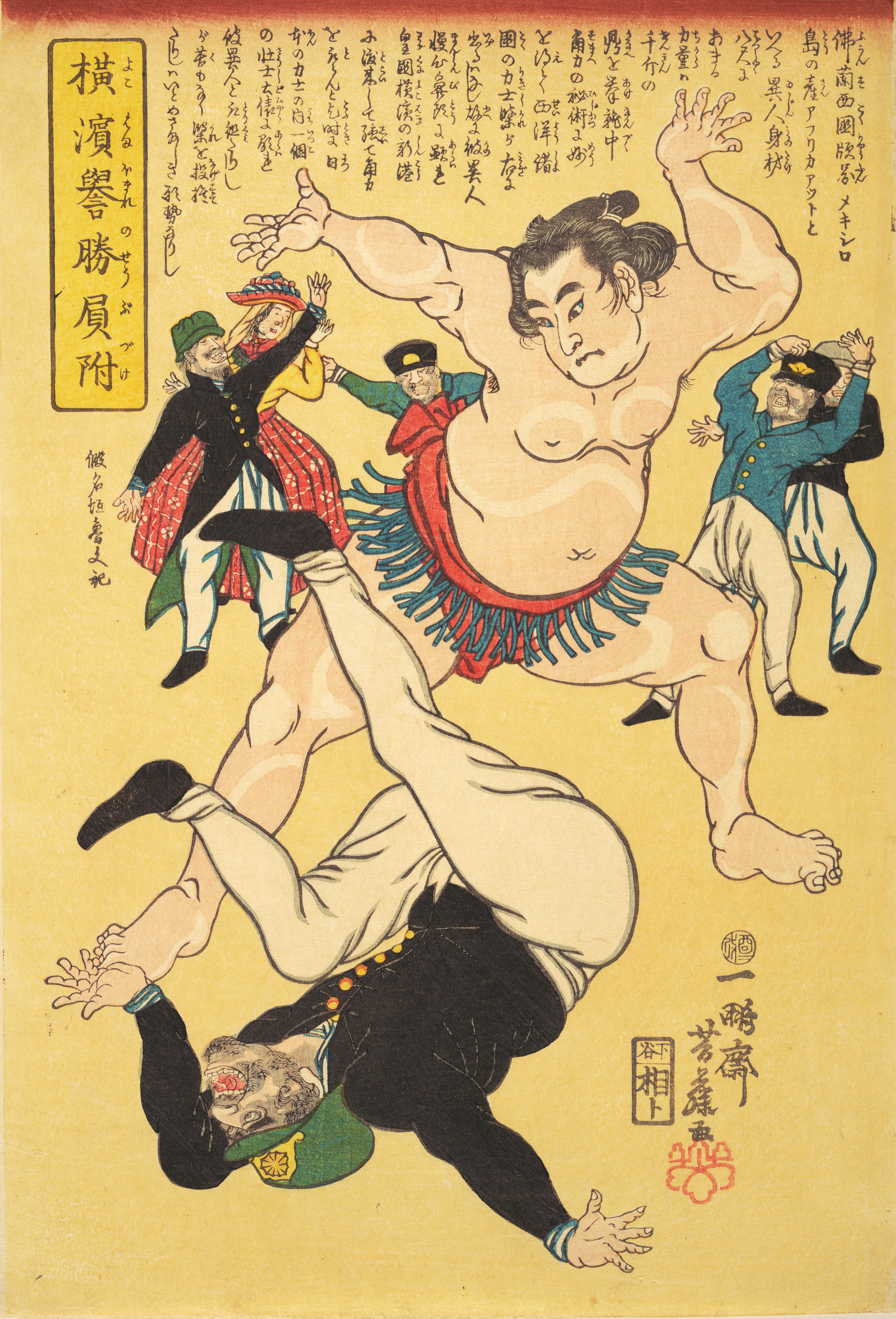
Estrangeiro e lutador de sumo, 1861

Há seis divisões no sumô: makuuchi (no máximo 42 lutadores), jūryō (28 lutadores), makushita (120 lutadores), sandanme (200 lutadores), jonidan (aproximadamente 185 lutadores) e jonokuchi (aproximadamente 40 lutadores). Os lutadores entram no sumô na divisão mais baixa, a jonokuchi, e de acordo com sua habilidade esforçam-se para subir para a primeira divisão. Uma ampla demarcação no mundo do sumô pode ser vista entre os lutadores nas duas primeiras divisões conhecidas como sekitori e aqueles na quatro divisões mais baixas, normalmente conhecidos pelo termo mais genérico rikishi.  Essas diferenças em compensações, privilégios e status são enumeradas em sekitori.
A divisão máxima makuuchi recebe a maior parte da atenção dos fãs e possui a hierarquia mais complexa. A maioria dos lutadores são maegashira e são numerados de um (no topo) até o dezesseis ou dezessete. Em cada nível há dois lutadores, o de nível mais alto sendo designado como "leste" e o mais baixo como "oeste", portanto a lista é seguida por #1 leste, #1 oeste, #2 leste, #2 oeste etc. Acima do maegashira estão os três campeões ou detentores de título, chamados de san'yaku, que não são numerados. Esses são, em ordem crescente, komusubi, sekiwake, e ōzeki. No topo do sistema de ranking está o nível de yokozuna.
Yokozuna, ou grande campeões, geralmente competem e espera-se que vençam o título da primeira divisão com alguma regularidade. Assim, o critério de promoção para ser um yokozuna é muito rígido. Em geral, um ōzeki deve vencer o campeonato por dois torneios consecutivos ou uma "performance equivalente" para ser considerado para promoção a yokozuna. Mais de um lutador pode deter o título de yokozuna ao mesmo tempo.
Na antiguidade, o sumo era somente um esporte japonês praticados pelos japoneses. Desde o início do século XX, no entanto, o número de lutadores de sumô estrangeiros gradativamente aumentou. No começo deste período, esses poucos lutadores estrangeiros eram listados como japoneses, mas particularmente desde a década de 1960, um grande número de lutadores estrangeiros de alto nível tornou-se conhecido e em anos mais recentes passaram até mesmo a dominar as posições mais altas. Metade dos últimos seis lutadores promovidos a ōzeki foram estrangeiros, sendo que não há um yokozuna japonês desde 2003. Isto e outras questões posteriormente levaram a Associação de Sumô a limitar o número de estrangeiros permitidos em cada centro de treinamento para somente um em cada.
Em Janeiro de 2017, Kisenosato Yutaka torna-se o primeiro Yokozuna japonês desde então, sendo este o 72º Yokozuna.

## Torneios profissionais de sumô

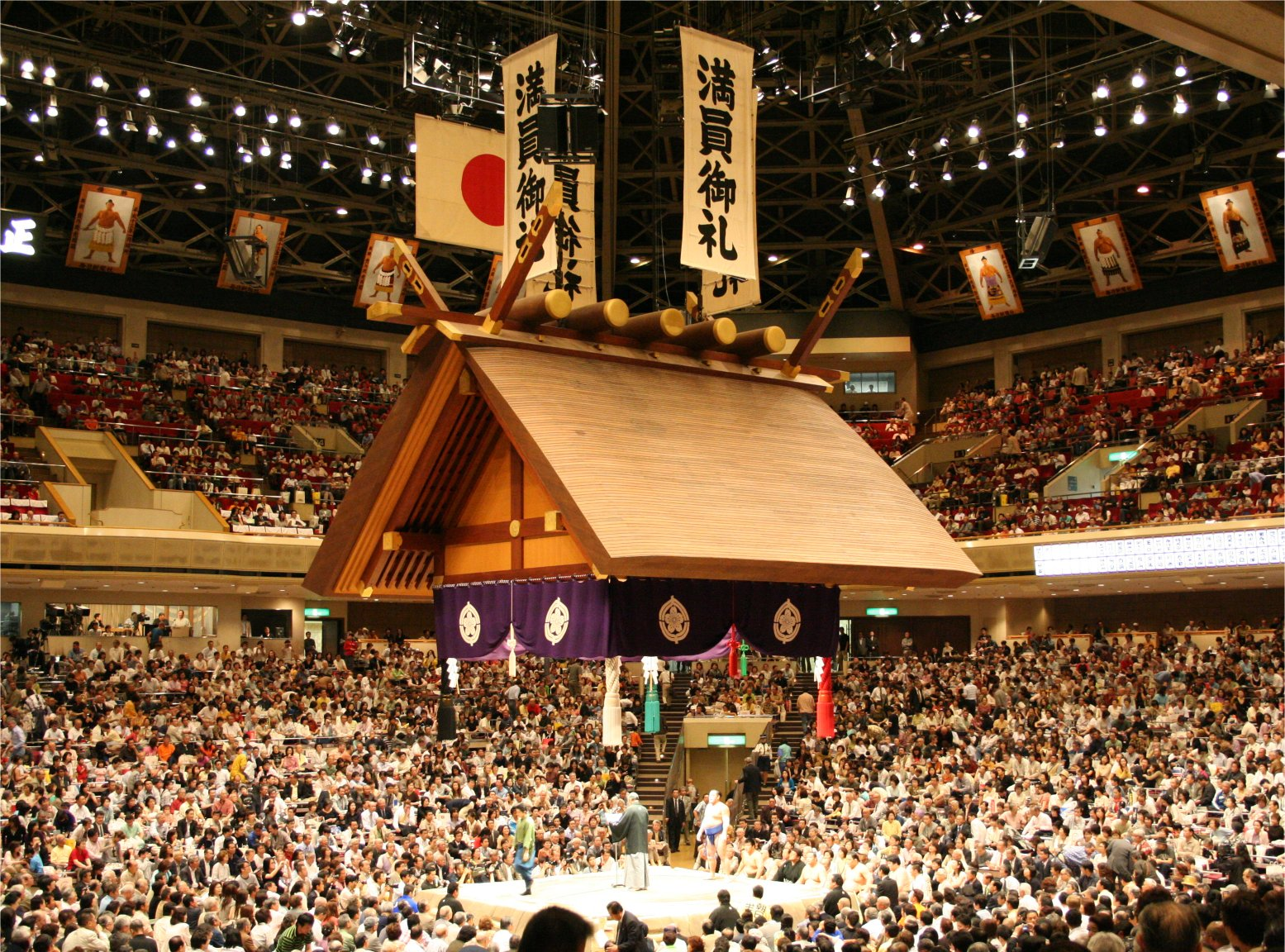
O hall de sumô do Ryōgoku em Tóquio durante o torneio de maio de 2006

Em 1958 havia seis Grandes Torneios de Sumô (honbasho) todos os anos: três no Hall do Sumô (ou Ryōgoku Kokugikan) em Ryōgoku, Tóquio (janeiro, maio e setembro), e um em Osaka (março), Nagoia (julho) e Fukuoka (novembro). Cada torneio começa em um domingo e dura 15 dias terminando também em um domingo. Cada lutador nas duas primeiras divisões (conhecidas como sekitori) tem uma luta por dia, enquanto os lutadores das divisões inferiores competem em sete arenas, aproximadamente uma luta a cada dois dias.
Cada dia é estruturado de modo que os combatentes de nível mais alto compitam no fim do dia. Assim, as lutas começam de manhã com os lutadores jonokuchi e terminam às seis horas da tarde com lutas envolvendo o yokozuna. O lutador que vence a maioria das lutas nos quinze dias vence o campeonato (yūshō) da divisão. Se dois lutadores empatam no topo, eles lutam entre si e o vencedor leva o título. Empates com três lutadores são raros, pelo menos na primeira divisão. Nesses casos, os três lutam entre si em pares com o primeiro a vencer duas lutas em seguida levando o campeonato. Sistemas mais complexos para eliminatórias envolvendo quatro ou mais lutadores também existem, mas eles são geralmente vistos apenas para determinar o vencedor de divisões inferiores.

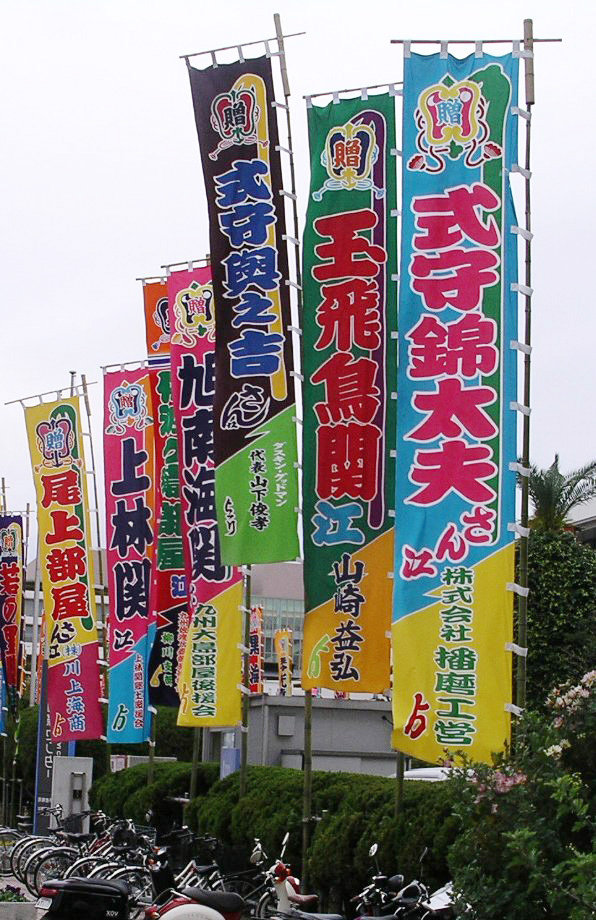
Bandeiras de nobori de sumô

As lutas de cada dia do torneio são anunciados com um dia de antecedência. Elas são determinadas pelos ex-lutadores de sumô que são membros da divisão de julgamento da Associação de Sumô. Como há muito mais lutadores em cada divisão do que lutas durante o torneio, cada lutador compete apenas contra uma seleção de oponentes da mesma divisão, embora possa haver uma pequena intersecção entre duas divisões. Com exceção dos lutadores ranqueados pelo san'yaku, as primeiras lutas tendem a ser entre lutadores que estão a alguns níveis de diferença entre eles. Após, a seleção dos oponentes leva em conta a performance anterior do lutador. Por exemplo, nas divisões inferiores, os lutadores com o mesmo histórico em um torneio geralmente se enfrentam, sendo que as últimas lutas muitas vezes envolvem lutadores invictos competindo um contra o outro, mesmo se eles estiverem em pontas opostas da divisão. Na primeira divisão, nos últimos dias os lutadores, com algumas exceções, enfrentam oponentes muito melhores ranqueados, incluindo lutadores san'yaku, especialmente se eles ainda estiverem concorrendo ao campeonato da primeira divisão. De forma semelhante, os lutadores mais bem qualificados com registros ruins podem acabar lutando com lutadores piores ranqueados. Para o yokozuna e ōzeki, a primeira semana e meia do torneio tende a ser preenchida com lutas contra o maegashira, o komusubi e sekiwake, com as lutas desses lutadores sendo concentradas últimos cinco dias do torneio (dependendo do número de lutadores de alto nível competindo). É tradicional que no dia final as últimas três lutas do torneio sejam entre os seis melhores lutadores, com os dois melhores competindo na luta final, a menos que contusões durante o torneio impossibilitem isto.
Há certas lutas que são proibidas em um torneio regular. Os lutadores de um mesmo centro de treinamento não podem competir entre si, nem os lutadores que são irmãos, mesmo se eles forem de centros diferentes. A única exceção a esta regra é que os parceiros de centro de treinamento e irmãos podem lutar entre si em uma luta de decisão do campeonato.
O último dia do torneio é chamado de senshūraku, que literalmente significa o prazer de mil outonos. Este nome para o ápice do torneio ecoa as palavras do dramaturgo Zeami Motokiyo para representar a excitação das lutas decisivas e a celebração do vitorioso. A Copa do Imperador é apresentada ao lutador que vence a primeira divisão makuuchi. Vários outros prêmios (a maioria patrocinados) são concedidos a ele. Esses prêmios são geralmente lembranças elaboradas, ornamentadas, tais como taças gigantes, pratos decorativos e estatuetas. Outros prêmios são comerciais, como um troféu com a forma de uma garrafa gigante de Coca-Cola.
A promoção e rebaixamento do torneio seguinte são determinadas pela pontuação do lutador durante os 15 dias. Na primeira divisão, o termo kachikoshi significa uma pontuação de 8–7 ou melhor, em oposição ao makekoshi que indica uma pontuação de 7-8 ou pior. Um lutador que alcança o kachikoshi quase sempre é promovido na hierarquia, o nível de promoção sendo mais alto para pontuações melhores.
Um lutador da primeira divisão que não é um ōzeki ou yokozuna e que termina o torneio com kachikoshi é também elegível para ser considerado para um dos três prêmios de "técnica", "espírito de luta" e, por derrotar o yokozuna e ōzeki, o prêmio por "desempenho excelente". Para mais detalhes ver sanshō.

### Uma luta de sumô profissional
No início, ambos os lutadores devem pular do agachamento simultaneamente após tocar a superfície do ringue com os dois pulsos no começo da luta, e o árbitro pode reiniciar a luta se esse toque simultâneo não ocorrer. Após a conclusão do combate, o juiz deve imediatamente designar sua decisão apontando seu gunbai ou leque-de-guerra para o lado vencedor. A decisão do árbitro não é final e pode ser disputada pelos cinco shimpan (juízes) sentados ao redor do ringue. Se isto acontecer, eles irão se encontrar no centro do ringue para ter um mono-ii (lit: uma conversa sobre coisas). Após alcançar um consenso, eles podem manter ou reverter a decisão do árbitro ou ordenar uma revanche, conhecida como um torinaoshi. Os lutadores então retornam para suas posições iniciais e curvam-se entre para antes de se retirarem. Um lutador vencedor na primeira divisão pode receber um prêmio adicional em dinheiro em envelopes do árbitro se a luta for patrocinada. Se um yokozuna é derrotado por um lutador de nível mais baixo, é comum e esperado dos membros do público jogarem suas almofadas de assentos no ringue (e nos lutadores), embora esta prática seja tecnicamente proibida.
Em contraste com o tempo na preparação da luta, as lutas são geralmente muito curtas, durando menos de um minuto e muitas vezes apenas alguns segundos. Raramente uma luta pode durar por muitos minutos (até quatro minutos), caso em que o árbitro ou um dos juízes que se sentam ao redor do ringue podem chamar um mizu-iri ou "pausa para água". Os lutadores são cuidadosamente separados, possuem uma breve pausa e então retornam à exata posição em que eles estavam. É responsabilidade do árbitro a reposição dos lutadores. Se após mais de quatro minutos eles ainda estiverem empatados, eles podem ter um segundo intervalo, após o qual eles recomeçam do início. A continuação do empate com uma vitória incerta pode levar a um empate (hikiwake), um resultado extremamente raro no sumô moderno. O último empate na primeira divisão foi em setembro de 1974.

## Vida como um lutador profissional de sumô

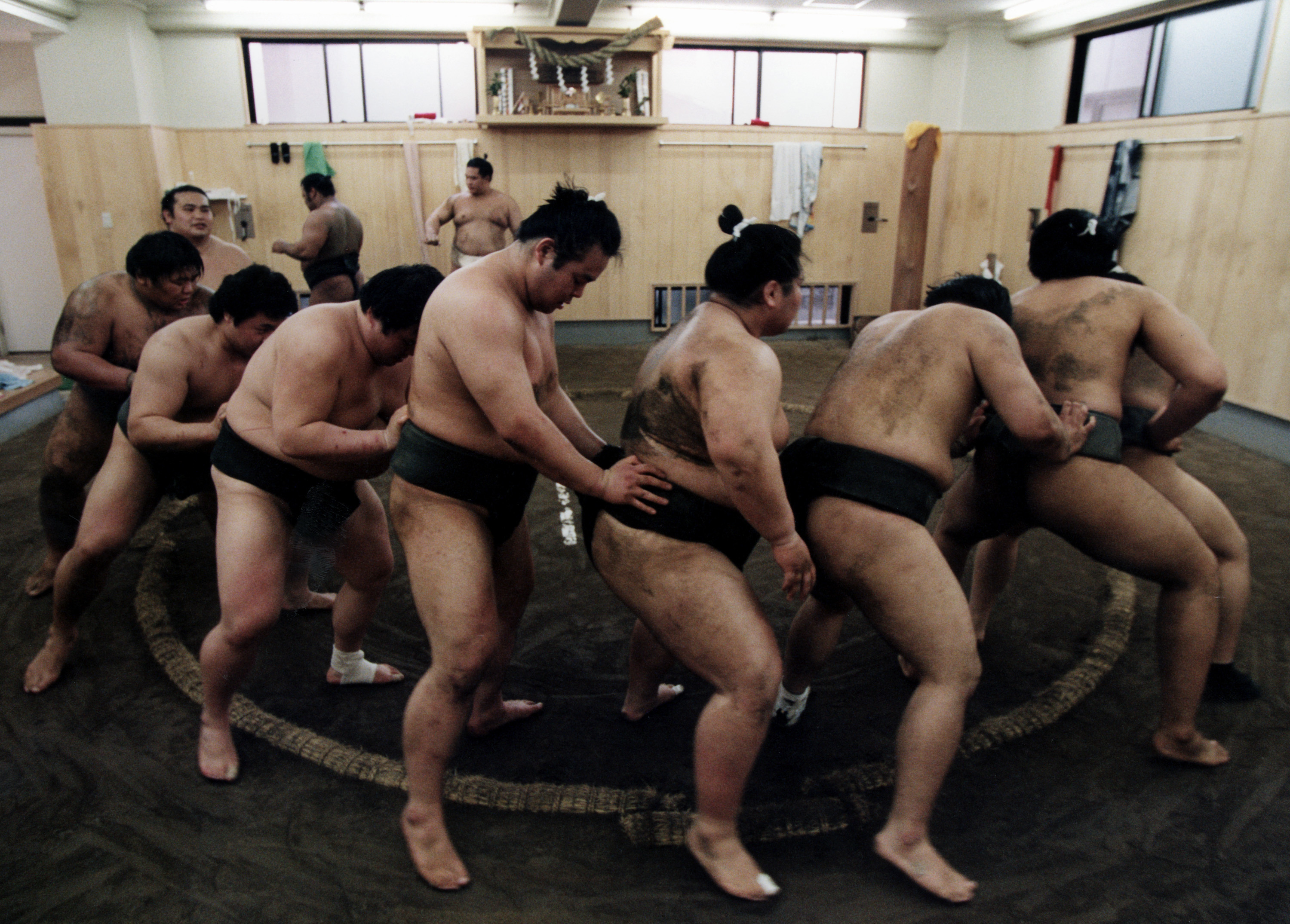
Lutadores jovens de sumo de níveis inferiores no Estábulo Tomozuna em Tóquio terminam sua rotina diária de treinos com um exercício com os pés

Um lutador de sumô leva um estilo de vida altamente regimentado. A Associação de Sumô prescreve o comportamento dos lutadores em detalhes. Por exemplo, devido a um caso de um sério acidente de carro envolvendo um lutador, a Associação proibiu os lutadores de dirigir seus próprios carros. Quebrar as regras pode resultar em multas e/ou suspensão, não apenas para o lutador transgressor mas também do mestre do centro de treinamento.
Ao entrar no sumô, espera-se que eles deixem seu cabelo crescer para formar um coque, ou chonmage, semelhante ao estilo de penteado dos samurais do período Edo. Além disso, espera-se que eles vistam as roupas tradicionais japonesas quando em público. Consequentemente, os lutadores de sumô podem ser identificados imediatamente quando em público.
O tipo e a qualidade das vestes depende do nível do lutador.Os Rikishi no jonidan e abaixo são autorizados a vestir um robe de algodão fino chamado yukata,mesmo no inverno.Além disso,quando ao ar livre,eles devem vestir uma fora de sandálias de madeira chamadas de geta que faz um som distintivo quando alguém anda com ele.Os lutadores nas divisões makushita e sandanme podem vestir uma forma de casaco curto tradicional sobre seu yukata e são autorizados a vestir sandálias de palha chamadas de zōri. Os sekitori de nível mais alto podem vestir robes de seda de sua própria escolha e a qualidade do traje é significantemente melhorada. Espera-se também que eles usem uma forma mais elaborada de topete chamada ōichō (lit. grande folha de ginkgo) em ocasiões formais.
Distinções semelhantes são feitas na vida no centro de treinamento. Os lutadores iniciantes devem acordar mais cedo, por volta das 5 horas da manhã, para treinar enquanto os sekitori podem começar por volta das 7 horas da manhã. Quando os sekitori estão treinando, os lutadores iniciantes podem ter tarefas para fazer, como ajudar a fazer o almoço, limpar e preparar o banho ou segurar uma toalha para um sekitori. A hierarquia é preservada na ordem de precedência do banho após o treino e na refeição.
Os lutadores geralmente não são autorizados a tomar o café da manhã e devem ter uma espécie de sesta após um grande almoço. O tipo mais comum de almoço servido é a refeição tradicional do sumô, o chankonabe, que consiste de um ensopado cozido na mesa que contém vários peixes, carne e verduras. Ele é geralmente comido com arroz e acompanhado de cerveja. Esta regra de não ter café da manhã e ter um grande almoço seguido de um cochilo ajudaria os lutadores a aumentar seu peso de forma mais eficiente.
À tarde, os lutadores iniciantes geralmente têm outras tarefas para fazer, enquanto os sekitori podem relaxar ou lidar com trabalhos relativos a seus fãs clubes. Os lutadores mais jovens também podem ter aulas, embora sua educação seja diferente do currículo típico dos alunos fora do sumô. À noite, os sekitori podem sair com seus patrocinadores enquanto os lutadores iniciantes geralmente ficam no centro de treinamento, a menos que eles tenham de acompanhar o mestre ou um sekitori como seu tsukebito (servente) quando ele está fora.Tornar-se um tsukebito para um membro mais velho do centro de treinamento é uma tarefa típica. Um sekitori possui alguns tsukebito, dependendo do tamanho do centro de treinamento. Os membros mais novos recebem as tarefas mais mundanas e apenas os tsukebito mais experientes acompanham o sekitori quando ele sai.
Os sekitori também recebem seu próprio quarto no centro de treinamento ou podem viver em seus próprios apartamentos, como fazem os lutadores casados. Em contraste, os lutadores iniciantes dormem em dormitórios compartilhados. Assim, o mundo dos lutadores de sumô é dividido entre os lutadores iniciantes, que servem, e os sekitori, que são servidos. A vida é especialmente dura para os novos recrutas, para os quais os piores trabalhos tendem a ser alocados, havendo uma alta taxa de desistência nesta fase.
Os efeitos negativos para a saúde do estilo de vida do sumô podem se tornar aparentes mais tarde na vida. Alguns lutadores possuem uma expectativa de vida entre 60 e 70 anos, mais de 10 anos a menos que o homem médio japonês. Muitos desenvolvem diabetes, pressão alta e são suscetíveis a ataques cardíacos. O consumo excessivo de álcool pode levar a problemas no fígado e o estresse em suas juntas pode causar artrite. Recentemente, os padrões de ganho de peso estão se tornando menos rígidos, em um esforço para melhorar a saúde dos lutadores.

## Salário e pagamento
Em 2006, os números dos salários mensais para makuuchi (em ienes) eram:
- Yokozuna: 2 820 000, cerca de US$ 30 500
- ōzeki: 2 347 000, cerca de US$ 25 000
- san'yaku: 1 693 000, cerca de US$18 000
- maegashira: 1 309 000 ou cerca de US$ 14 000
- jūryō: 1 036 000, cerca de US$11 000

Os lutadores abaixo da segunda divisão, que são considerados estagiários, recebem apenas um pequeno subsídio ao invés de um salário.
Além do salário básico, os lutadores sekitori também recebem bônus adicionais chamados de mochikyukin, seis vezes ao ano (uma vez a cada torneio ou basho) baseado na performance cumulativa em sua carreira. Este bônus aumenta toda vez que o lutador pontua um kachikoshi (com kachikoshi maiores dando aumentos maiores). Aumentos especiais neste bônus também são dados para campeões (com um aumento maior para uma vitória "perfeita" sem perdas) e também por pontuar uma estrela dourada ou kinboshi (uma derrota de um yokozuna para um maegashira).
Os lutadores san'yaku também recebem um subsídio relativamente pequeno adicional por torneio, dependendo do seu nível, enquanto o yokozuna recebe um subsídio adicional a cada dois torneios, associado com a confecção de um novo cinto tsuna usado em sua cerimônia de entrada no ringue.
Há também prêmios em dinheiro para o vencedor de cada campeonato de divisão, que vai de 100 mil ienes para uma vitória no jonokuchi a 10 milhões de ienes por uma vitória na primeira divisão. Além dos prêmios pelo campeonato, os lutadores na primeira divisão com uma performance excepcional aos olhos da comissão de julgamento podem também receber um de mais três prêmios especiais (os Sanshō) que valem 2 milhões de ienes cada um.
Lutas individuais da primeira divisão podem ser patrocinadas por empresas. Nestes casos, o vencedor da luta geralmente recebe cerca de 30 mil ienes líquidos por patrocinador (além da contribuição dos patrocinadores de 60 mil ienes – a maior parte do restante é destinada para pagar os impostos do lutador no prêmio). Esses prêmios pela luta são chamados de kenshōkin. Para lutas envolvendo yokozuna e ōzeki, o número de patrocinadores da luta pode ser grande, enquanto para lutas de nível inferior pode haver poucos patrocinadores a menos que os lutadores sejam populares ou uma empresa tem a política de patrocinar todas as lutas. Nenhum prêmio em dinheiro é dado para uma luta decidida por um fusenshō ou vitória por desistência.

## Sumô amador

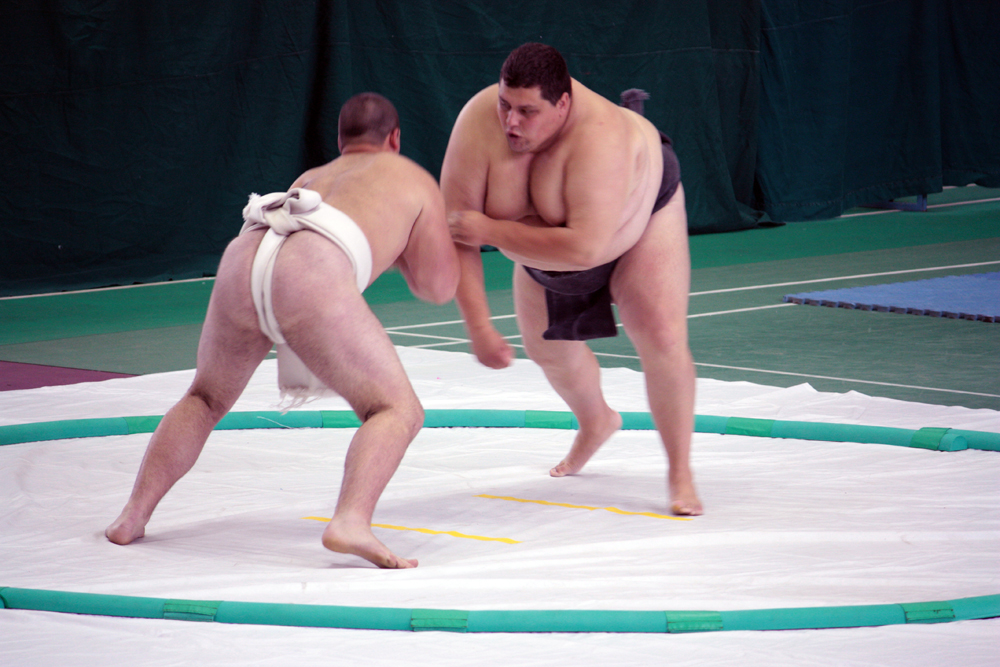
Amadores da Bulgária – na direita está o treinador nacional Hristo Hristov

Qualquer competição realizada fora do Japão é considerada uma competição de sumô amador. Nesta vertente, parte dos elementos religiosos sai de cena, e os lutadores podem usar vestimentas maiores, além de os soldos serem muito menores do que no sumô profissional. Além disso, as regras, que basicamente são as mesmas, diferem em relação aos golpes que são proibidos no profissional, como o haritê (tapa lateral no rosto do oponente) e o kawazugake (lutador derruba para trás o outro, enroscando sua perna na do oponente de forma inversa).
As competições de sumô amador são geridas pela Federação Internacional de Sumô, que encoraja o desenvolvimento do esporte no mundo, incluindo a organização de campeonatos internacionais. Um objetivo chave da federação é ter o sumô reconhecido como um esporte olímpico. Os torneios amadores são divididos em classes de peso (homens: peso leve até 85 kgs, peso médio até 115 kgs, peso pesado acima de 115 kg e peso aberto [sem restrição de entrada]) e incluem competições para lutadoras mulheres (peso leve até 65 kgs, peso médio até 80 kgs, peso pesado acima de 85 kgs e peso aberto).
O sumô amador é particularmente forte no Brasil, especialmente em São Paulo, que hoje abriga o único centro de treinamento de sumô construído fora do Japão. O esporte foi introduzido no país pelos imigrantes japoneses que chegaram na primeira metade do século XX. O primeiro torneio brasileiro de sumô foi realizado em 1914. e logo o sumô se enraizou em centros de imigrantes no sul do Brasil e em São Paulo. A partir da década de 1990, as organizações brasileiras de sumô fizeram um esforço para interessar os brasileiros sem ascendência japonesa no esporte e, em meados da década de 2000, cerca de 70% dos participantes vinham de fora da comunidade nipo-brasileira. O Brasil também é um centro de sumô feminino. Um pequeno número de lutadores brasileiros fizeram a transição para o sumô profissional no Japão, incluindo Ryūkō Gō e Kaisei Ichirō.
Nos Estados Unidos, os clubes de sumô amador estão ganhando popularidade, com competições sendo organizadas regularmente em grandes cidades no país. O US Sumo Open, por exemplo, foi organizado no Centro de Convenções de Los Angeles na frente de 3 mil pessoas. O esporte tem sido popular na costa oeste e no Havaí, onde ele tem sido lutado como parte de festivais da comunidade nikkei. Atualmente, no entanto, o esporte cresceu além da esfera da diáspora japonesa, com os atletas vindo de várias etnias e culturas.
Outro grande centro do sumô amador encontra-se na Europa. Muitos atletas entram no esporte vindo do judô, luta livre ou outros esportes de grappling como o sambo. Alguns atletas do leste europeu tiveram sucesso suficiente a ponto de serem levados para o sumô profissional no Japão, assim como os amadores japoneses. O caso mais famoso é o do bulgaro Kotoōshū, que é o lutador estrangeiro mais bem colocado que é um ex-atleta de sumô amador.
Já no Japão, o sumô amador é praticado por atletas iniciantes, normalmente estudantes no ensino fundamental, médio e superior. Além de torneios em faculdades e escolas, há também torneios abertos. O esporte neste nível é despojado da maior parte de sua cerimônia. Os lutadores amadores de maior sucesso no Japão (geralmente campeões de faculdades) podem ser autorizados a entrar no sumô profissional na makushita (terceira divisão) ao invés de começar no fundo da hierarquia. Este nível é chamado de makushita tsukedashi e é atualmente makushita 10 ou 15 dependendo do nível do sucesso amador que foi alcançado. Muitos dos atuais lutadores da primeira divisão entraram no sumô profissional desta forma. Toda a entrada de atletas amadores nos níveis profissionais é sujeita a eles serem jovens o suficiente (até 23 anos) para satisfazer as exigências.